# Jan Willem de Jong (schaker)

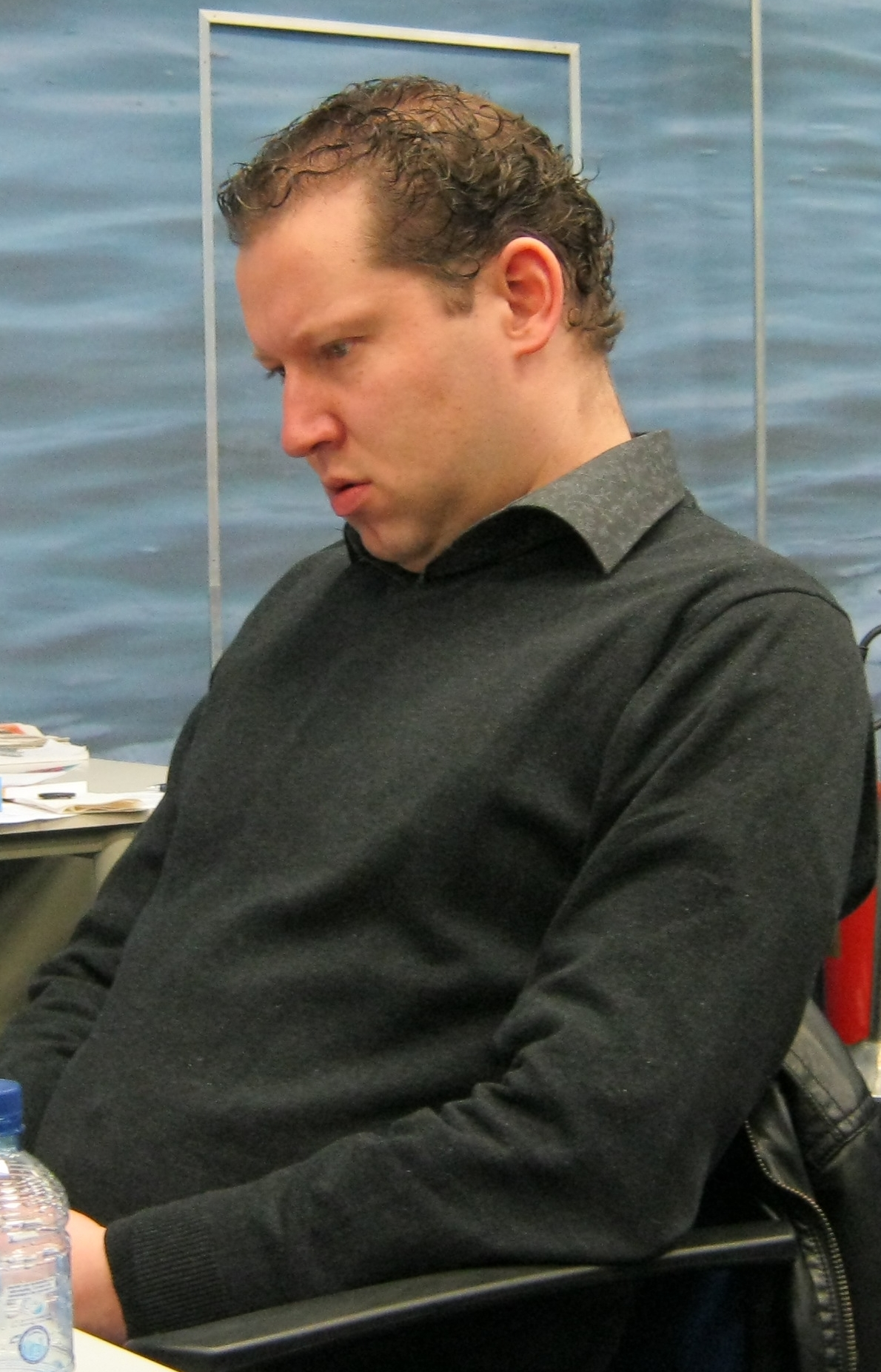
Jan Willem de Jong, 2011

Jan Willem de Jong (Vlaardingen, 27 september 1981) is een Nederlands meester in het schaken en studeerde bedrijfskunde in Rotterdam. Hij werd in 1994 Nederlands kampioen t/m 14 jaar en mocht daarom meedoen aan het Europees kampioenschap in Verdun.
Hij haalde de derde ronde van de halve finale van het Nederlands kampioenschap schaken 2006 door Karel van der Weide en Maarten Solleveld in matches van twee partijen te verslaan en vervolgens op Erwin l'Ami te stranden. In 2007 nam hij in het Turkse Kemer met de vereniging HMC Calder deel aan de European Club Cup. Hij speelde de finale van het Nederlands kampioenschap schaken 2008 en eindigde daarin op de negende plaats met 4 uit 11. 

## Persoonlijk
Sinds 2014 is hij getrouwd met schaakster Bianca Muhren.